# Танковий кулемет

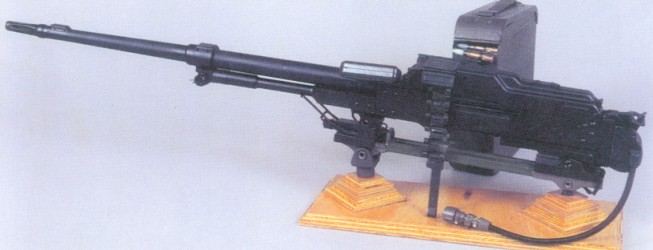
Спарений танковий кулемет ПКТ

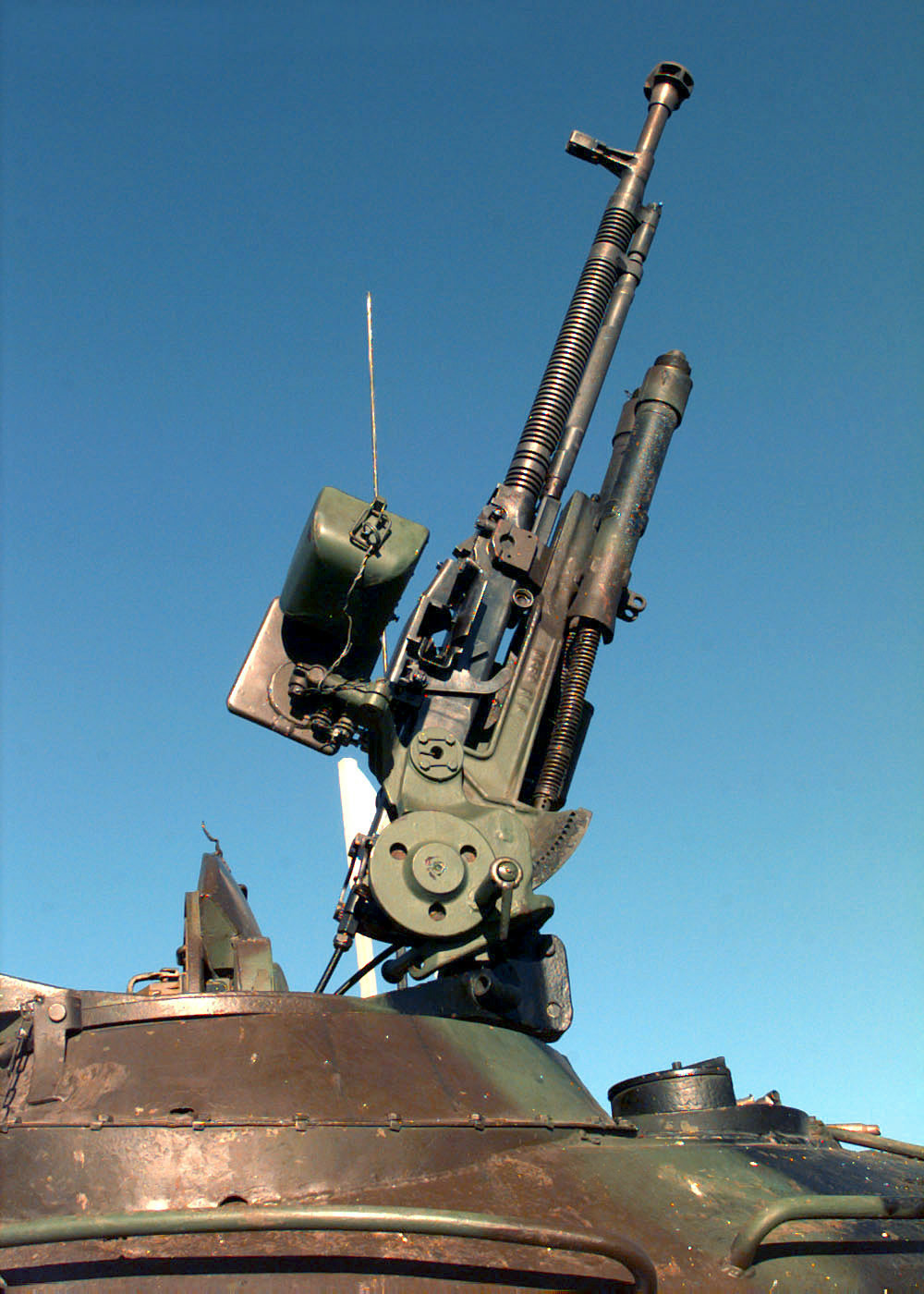
Зенітний кулемет ДШК

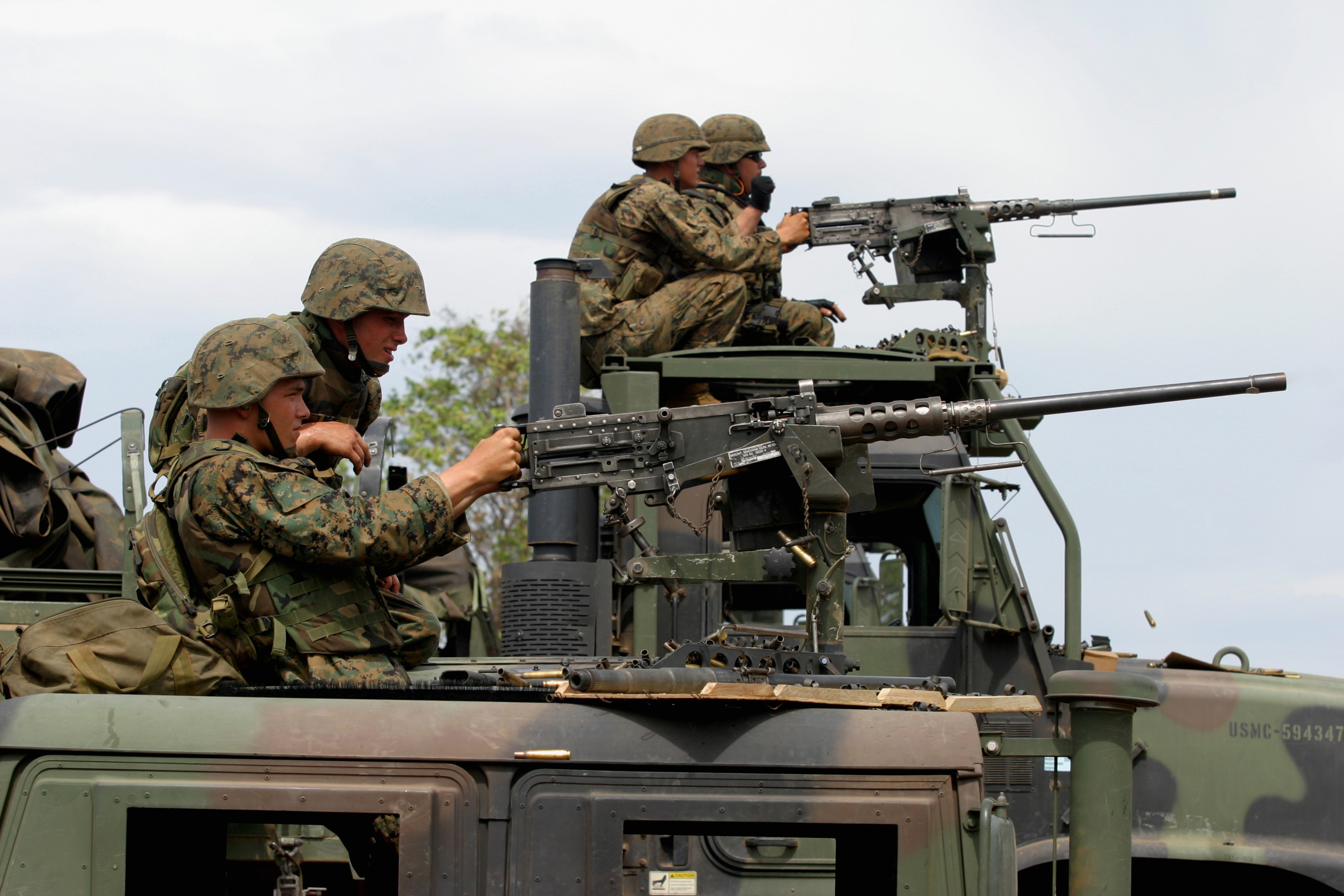
Американський кулемет Browning M2HB

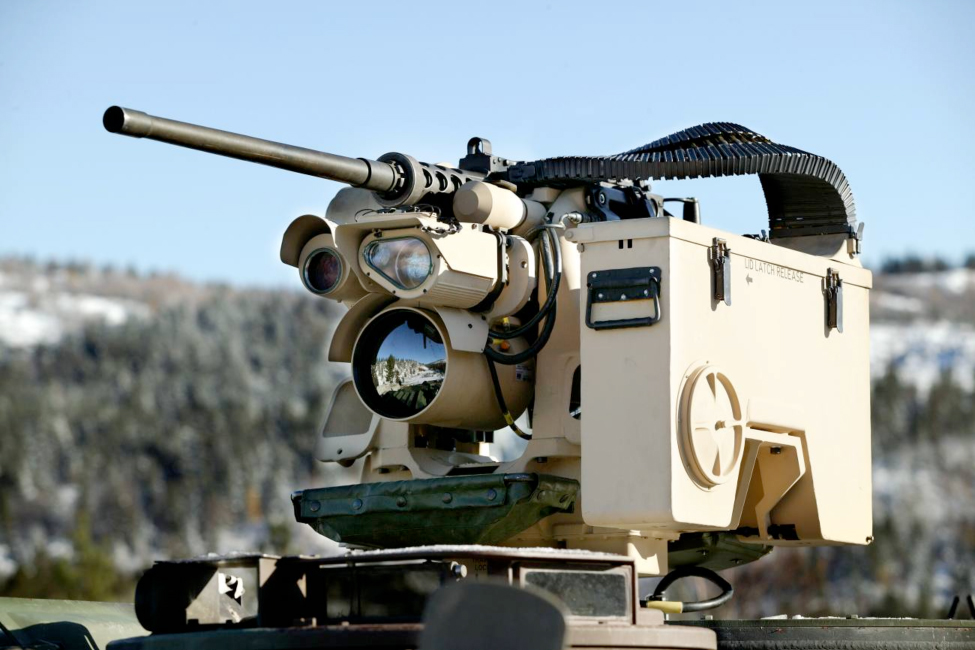
Американський танковий кулемет дистанційного керування у бойовому модулі XM153

Танковий кулемет — різновид кулемету, що встановлюється на танках (бронетранспортерах, бойових машинах піхоти тощо) для ураження різнорідних наземних, повітряних і надводних цілей. Як правило, танки озброєні одним або кількома кулеметами, які є допоміжним, або, на деяких танках, що випускалися до Другої світової війни — основним озброєнням.

## Типи танкових кулеметів
Сучасні танкові кулемети поділяються на три основні групи, відповідно до місця розміщення:
- Курсовий кулемет розміщується в лобовій частині корпуса в установці, що має обмежені кути наведення або зовсім фіксований, і призначений для ураження неброньованих цілей. Курсові кулемети перестали встановлювати на танки незабаром після Другої світової війни, через низьку їх ефективність та для скорочення заброньованого обсягу за рахунок ліквідації члена екіпажу, який обслуговував цей кулемет.
- Спарений кулемет є на переважній більшості танків і розміщується в лобовій частині башти в спільній з гарматою установці і має спільні з нею кути наведення. Основним призначенням такого кулемета є обстріл живої сили і неброньованої техніки противника. На танках, які не мали далекоміра, спарений кулемет використовувався також для пристрілки гармати.
- Зенітний кулемет розміщується на даху башти на турельній, або, на сучасних танках, дистанційно керованій установці. Призначенням цього кулемета спочатку була боротьба з літаками, що низько летять, але з розвитком авіації він втратив свою ефективність в цій якості, по-перше, оскільки радіус ураження та вогнева міць навіть великокаліберного кулемета недостатні для ураження сучасних літаків або гелікоптерів, по друге, через недосконалість спостережних приладів навіть сучасних танків, не дозволяють своєчасно виявити повітряну ціль.

На деяких моделях танків зенітний кулемет управляється дистанційно, з башти, що знижує ризик його використання для екіпажу, а також дозволяє застосовувати його для самооборони танка проти піхоти.
На перших танках встановлювалося відразу кілька кулеметів в установках з обмеженими кутами в лобовій і бортових частинах корпусу, щоб компенсувати відсутність башти з круговим обстрілом.
На сучасних танках є, як правило, спарений і зенітний кулемети, але до Другої світової війни існували істотні варіації в розміщенні кулеметів. Так, спарений кулемет міг часом розміщуватися в окремій установці, зрідка на додаток до нього або замість нього розміщувався додатковий кулемет в бортах або кормі башти (КВ-2).

## Відео
- Танковый пулемет, установленный на джип GMC